# Poecilochaetus australis
Poecilochaetus australis är en ringmaskart som beskrevs av Nonato 1963. Poecilochaetus australis ingår i släktet Poecilochaetus och familjen Poecilochaetidae. Inga underarter finns listade i Catalogue of Life.